# Ford Maverick (1969)
De Ford Maverick is een auto uit de compacte middenklasse van de Amerikaanse autoconstructeur Ford. De wagen werd van 1969 tot 1977 verkocht op de Noord-Amerikaanse markt. Van 1973 tot 1979 werd in Brazilië een grotendeels identieke versie geproduceerd.
Onder dezelfde naam werd in Europa van 1993 tot 2007 een Maverick SUV aangeboden. Eind 2021 lanceerde Ford in Noord-Amerika opnieuw een voertuig met de naam Maverick, dit keer een compacte pick-up.

## Noord-Amerikaanse versie
In het modellengamma van Ford werd de Maverick gepositioneerd tussen de kleinere Ford Pinto en de Ford Torino-middenklasser. De naam Maverick verwijst in het Engels over het algemeen naar een "buitenstaander" of een "prijsbreker".

### Ontwerp
Aanvankelijk was de Maverick alleen verkrijgbaar als tweedeurs hatchback coupé met een 2,8L of 3,3L zescilinder-in-lijn. In de zomer van 1970 kwam er nog een 4,1L zescilinder bij. Van 1970 tot 1975 was ook de Maverick Grabber beschikbaar, een sportieve versie met sierstrepen en achterspoiler.
In 1971 werd een vierdeurs sedan met een verlengde wielbasis aan het gamma toegevoegd. Tegelijkertijd kon de Maverick voortaan ook besteld worden met een 4,9L V8-motor.
In 1972 bood Ford de Maverick ook aan met een Sprint-pakket. Dit omvatte een wit-blauw lakwerk en een bijpassend interieur. In de zomer van 1972 werd een luxepakket aan het assortiment toegevoegd met onder andere sportzetels met verstelbare rugleuning en kunstlederen bekleding, vloermatten, een dashboard met houten accenten, radiaalbanden, verchroomde wieldoppen en een vinyl dak.
Van 1973 tot 1975 waren er elk jaar kleine wijzigingen aan de Maverick. In 1973 viel de 2,8L weg, waardoor de 3,3L de basismotor werd, ook de remmen werden verbeterd en het chromen radiatorrooster werd standaard. Nieuwe extra's waren een stereoradio en aluminium velgen. Om te voldoen aan de nieuwe wettelijke normen kreeg de Maverick een sterkere voorbumper. Vanaf 1974 werd ook achteraan een veiligheidsbumper gemonteerd. In 1975 werden alleen enkele details gewijzigd, zo werden bijvoorbeeld de Maverick-logo's op de motorkap en kofferdeksel vervangen door Ford-logo's.
In 1976 werd de Maverick Grabber vervangen door de Maverick Stallion met speciale lak en een sportieve uitrusting. Het Stallion-pakket was ook beschikbaar voor de Pinto en de Mustang II. De Maverick kreeg bovendien een nieuw radiatorrooster en standaard schijfremmen vooraan.
1977 was het laatste jaar voor de Maverick in Noord-Amerika. Er werd nog een speciaal politiepakket geïntroduceerd, maar daar werden slechts iets minder dan 400 exemplaren van verkocht.

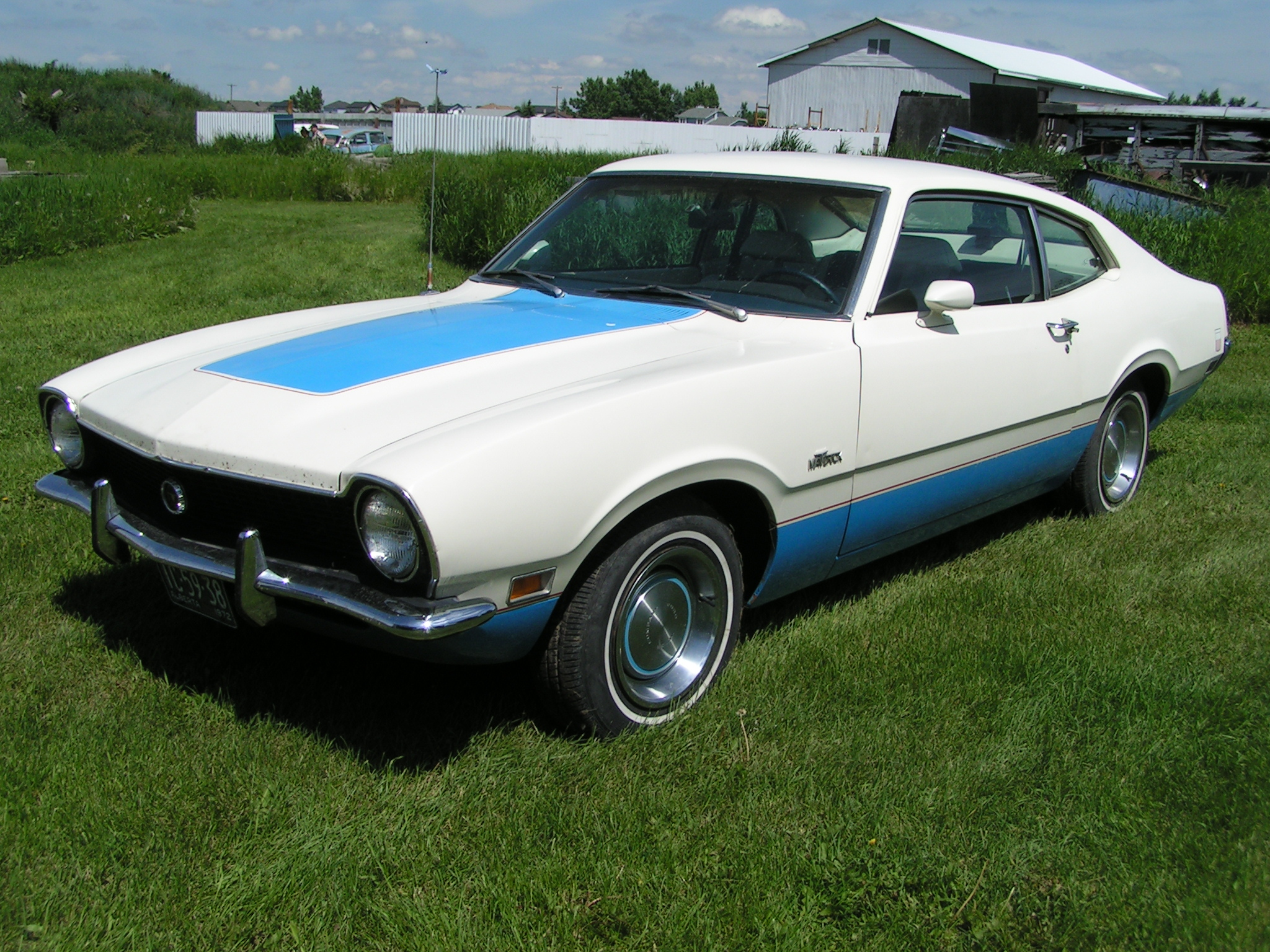
Ford Maverick Sprint (1972)
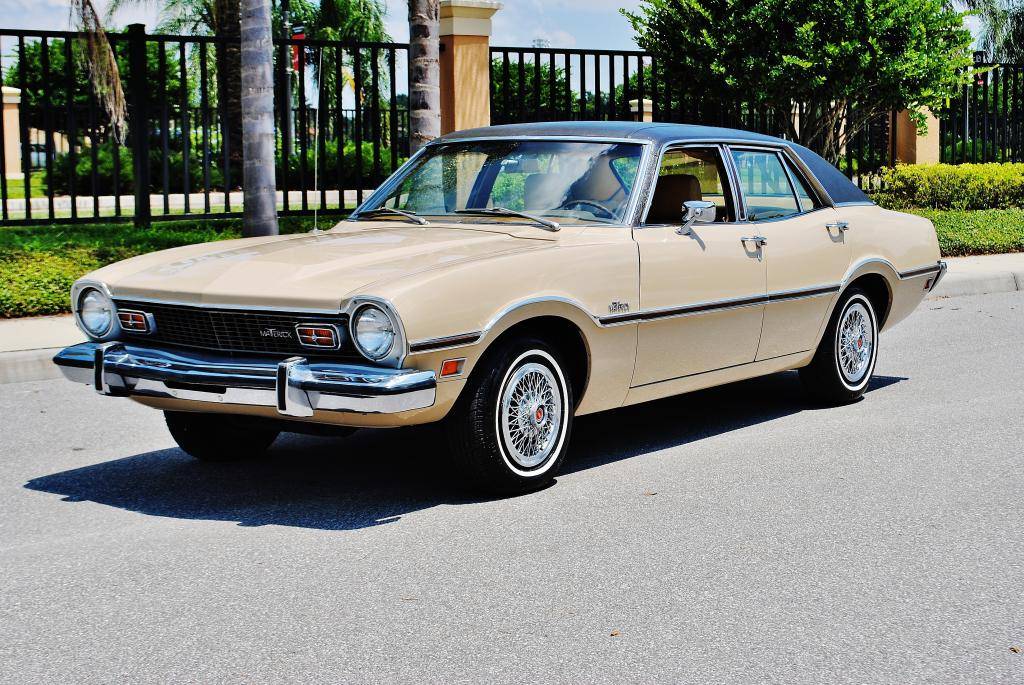
Ford Maverick Sedan (1973)
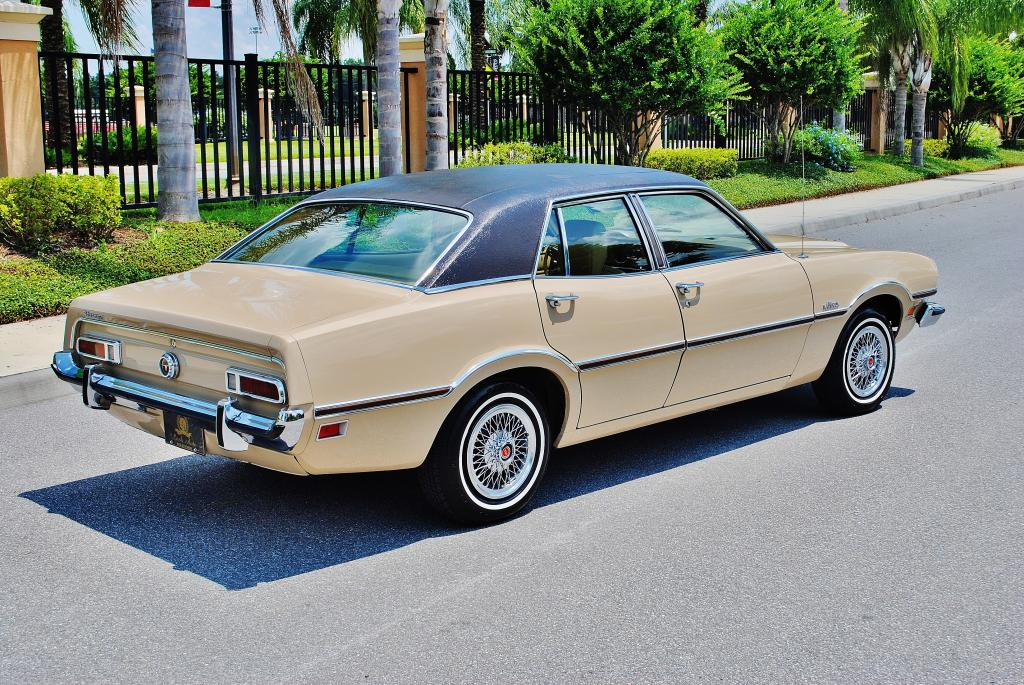
Achteraanzicht
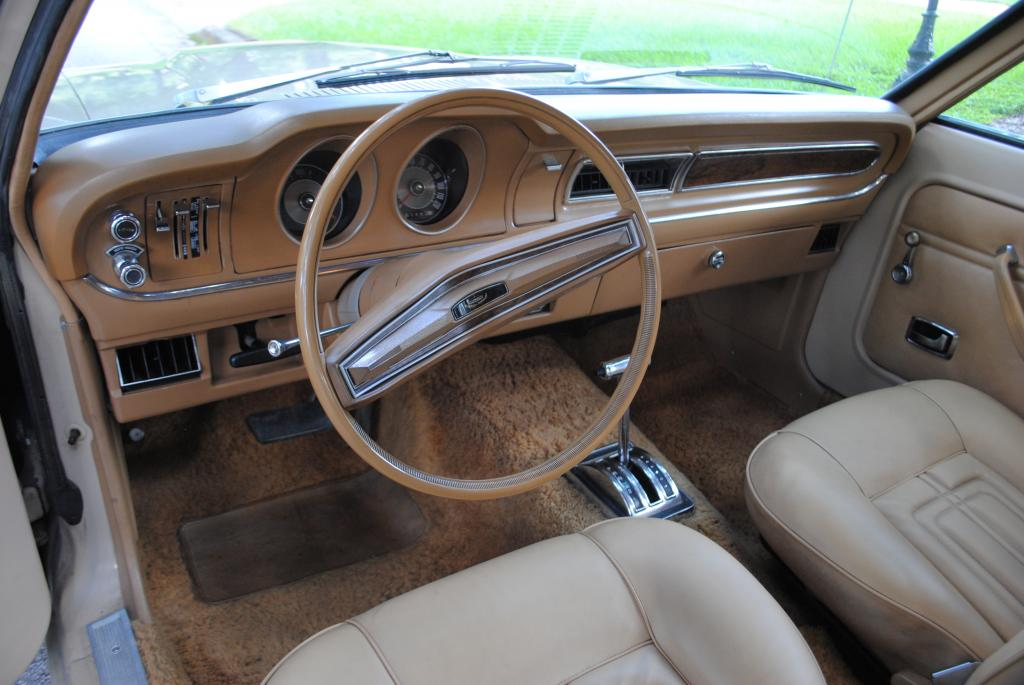
Interieur

### Productie
In 1975 zou de Maverick vervangen worden door de nieuwe Ford Granada, waarmee de Maverick een aantal technische componenten deelt. Maar omdat de vraag naar compacte auto's als gevolg van de oliecrisis sterk was toegenomen hield Ford de Maverick drie jaar langer in het assortiment naast de Granada. In 1978 werd de Maverick uiteindelijk vervangen door de Ford Fairmont, die gebaseerd was op het nieuwe Fox-platform van Ford.
| Productieaantallen Ford Maverick | Productieaantallen Ford Maverick | Productieaantallen Ford Maverick | Productieaantallen Ford Maverick |
| -------------------------------- | -------------------------------- | -------------------------------- | -------------------------------- |
| Modeljaar                        | Tweedeurs fastback               | Vierdeurs sedan                  | Totaal                           |
| 1970                             | 578.914                          | -                                | 578.914                          |
| 1971                             | 198.689                          | 73.208                           | 271.897                          |
| 1972                             | 181.278                          | 73.686                           | 254.964                          |
| 1973                             | 281.293                          | 110.382                          | 484.512                          |
| 1974                             | 163.320                          | 137.728                          | 301.048                          |
| 1975                             | 99.168                           | 63.404                           | 162.572                          |
| 1976                             | 60.611                           | 79.076                           | 139.687                          |
| 1977                             | 40.086                           | 58.420                           | 92.506                           |
| Totaal                           | 1.603.359                        | 595.904                          | 2.199.263                        |

### Afgeleiden
Van 1971 tot 1977 bood Mercury, een zustermerk van Ford, een eigen versie van de compacte auto aan onder de naam Mercury Comet. Technisch en uiterlijk waren beide modellen grotendeels identiek. Het meest opvallende verschil was het uitstekende radiatorrooster en de aangepaste motorkap. De Comet haalde niet dezelfde productieaantallen van de goedkopere Maverick. In zijn zevenjarig bestaan werden er minder dan een kwart van de Maverick-productie gemaakt.

## Braziliaanse versie

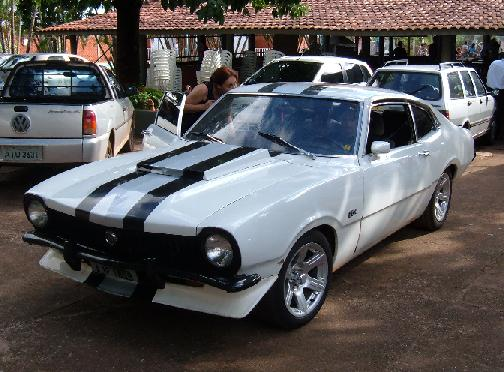
Een Braziliaanse Maverick

Vanaf 1973 werd de Maverick ook in vrijwel ongewijzigde vorm in Brazilië geproduceerd, waar hij zou moeten concurreren met middenklassers zoals de Chevrolet Opala. De Maverick had het echter moeilijk in Brazilië, vooral nadat de benzineprijzen stegen als gevolg van de oliecrisis. In 1979 werd de productie definitief stopgezet na aanhoudende tegenvallende verkoopcijfers.